# Île Saumarez
Saumarez (en espagnol : Isla Saumarez) est une île du Chili. 

## Géographie
Elle se situe dans le Sud-Ouest du Chili et est totalement rocheuse. 